# Edward Astley (22e baron Hastings)
Pour les articles homonymes, voir Astley.
Edward Delaval Henry Astley, 22e baron Hastings, 12e baronnet Astley (14 avril 1912 - 25 avril 2007) est un noble britannique qui de nombreux intérêts, notamment la politique, le ballet, le travail caritatif, l'Italie et la rénovation du Seaton Delaval Hall.

## Jeunesse
Lord Hastings est né à Melton Constable Hall dans le Norfolk, fils d'Albert Astley, 21e baron Hastings et de Marguerite Nevill, fille du 3e marquis d'Abergavenny. L'ancienne baronnie d'Hastings a été établie en 1295, mais est en sommeil à partir de 1389, avec plusieurs demandeurs, puis en suspens à partir de 1542. Elle est relancée pour Jacob Astley en 1841, qui devient le 16e baron.
Il fait ses études au Collège d'Eton, mais son père estime qu'il n'est pas assez intelligent pour fréquenter l'Université de Cambridge. Il est envoyé pour apprendre le français et l'espagnol à l'étranger. Il est un ami de Sarah Churchill, fille de Winston Churchill.

## Carrière
Il travaille pour le Gold Coast Selection Trust dans la City de Londres et rejoint la réserve supplémentaire des Coldstream Guards dans les années 1930. Il passe 14 mois aux États-Unis, effectuant un road trip de 22 000 milles (35 405,568 km) dans une Ford V-8. Il retourne en Angleterre lorsque la Seconde Guerre mondiale éclate, arrivant chez lui peu de temps avant l'évacuation de Dunkerque. Il est transféré au Corps du renseignement, et affecté en Afrique du Nord puis en Italie, où ses compétences linguistiques sont précieuses. Il dirige des services de radio et de théâtre dans l'Italie libérée.
De retour en Angleterre, il devient directeur de la London and Eastern Trade Bank, avant de quitter Londres pour exploiter 5 000 acres (20,2342821 km2) d'une ferme près de Salisbury en Rhodésie du Sud, cultivant du tabac de Virginie, du maïs, des arachides et des graines de pâturage. Il milite dans le United Party local. Il rencontre sa femme, l'ancienne mannequin Katie Hinton (connue sous le nom de Nicki), fille du capitaine HV Hinton, en Afrique. Ils se marient en 1954 et passent leur lune de miel à l'Île d'Elbe, où il construit une villa de vacances pour sa famille, ses trois enfants et ses deux beaux-enfants. Il soutient le parti de la Rhodésie unie de Garfield Todd.

## Carrière politique
Il passe plus de temps en Angleterre après avoir accédé aux titres à la mort de son père en 1956, bien que Melton Constable Hall ait été vendu au duc de Westminster en 1948. Il devient whip du gouvernement dans les administrations conservatrices de Harold Macmillan et d'Alec Douglas-Home de 1961 à 1962, et secrétaire parlementaire de Keith Joseph, ministre du Logement et des Gouvernements locaux, de 1962 à 1964.
Il prend en charge les projets de loi qui deviennent le Clean Air Act 1968 et le Water Resources Act 1968. Il rejoint le banc de l'opposition après la victoire des travaillistes aux élections générales de 1964, attaquant la nouvelle Commission foncière, qu'il compare à une nationalisation des terres. Il critique les politiques du Labour envers la Rhodésie, en particulier les sanctions économiques. Il continue à exploiter sa ferme pendant les années de la Déclaration unilatérale d'indépendance de la Rhodésie et de la guerre civile, pour finalement la vendre au gouvernement du Zimbabwe en 1982.
Il déménage à Fulmodeston Hall dans le Norfolk en 1967. Il siège à la Chambre des Lords jusqu'à ce que la loi de 1999 sur la Chambre des Lords supprime la plupart des pairs héréditaires.

## Patronage
Il développe une passion pour le ballet après avoir vu les Ballets russes à Covent Garden dans les années 1930. Il est gouverneur du Royal Ballet de 1979 à 1992. Il devient administrateur du Sadler's Wells Ballet Fund créé par Ninette de Valois, présidente du Royal Ballet Benevolent Fund de 1966 à 1983, et président du Dance Teachers' Benevolent Fund de 1982 à 1999.
Son deuxième fils Justin est né avec le syndrome de Down. Il devient le patron du Camphill Villages Trust, faisant don de Thornage Hall près de Fakenham dans le Norfolk et des terres environnantes. Il est vice-président de la British Epilepsy Association de 1962 à 1964, président de 1965 à 1993, puis ancien président honoraire jusqu'à sa mort en 2007. L'Association nomme sa plus haute distinction, le prix Lord Hastings en son honneur. Il est également président de la Epilepsy Research Foundation et du Joint Epilepsy Council.
Il est gouverneur et vice-président du British Institute of Florence pendant près de 40 ans, de 1959 à 1997. Il est président de la British-Italian Society de 1967 à 1995. Il lance l'Italian People's Flood Appeal pour aider les Italiens touchés par les inondations dans les années 1960, pour compléter d'autres organisations caritatives, telles que le Venice in Peril Fund, qui est créé pour conserver les œuvres d'art. Pour ce travail, il est nommé Grand Officier de l'Ordre du Mérite italien en 1968.

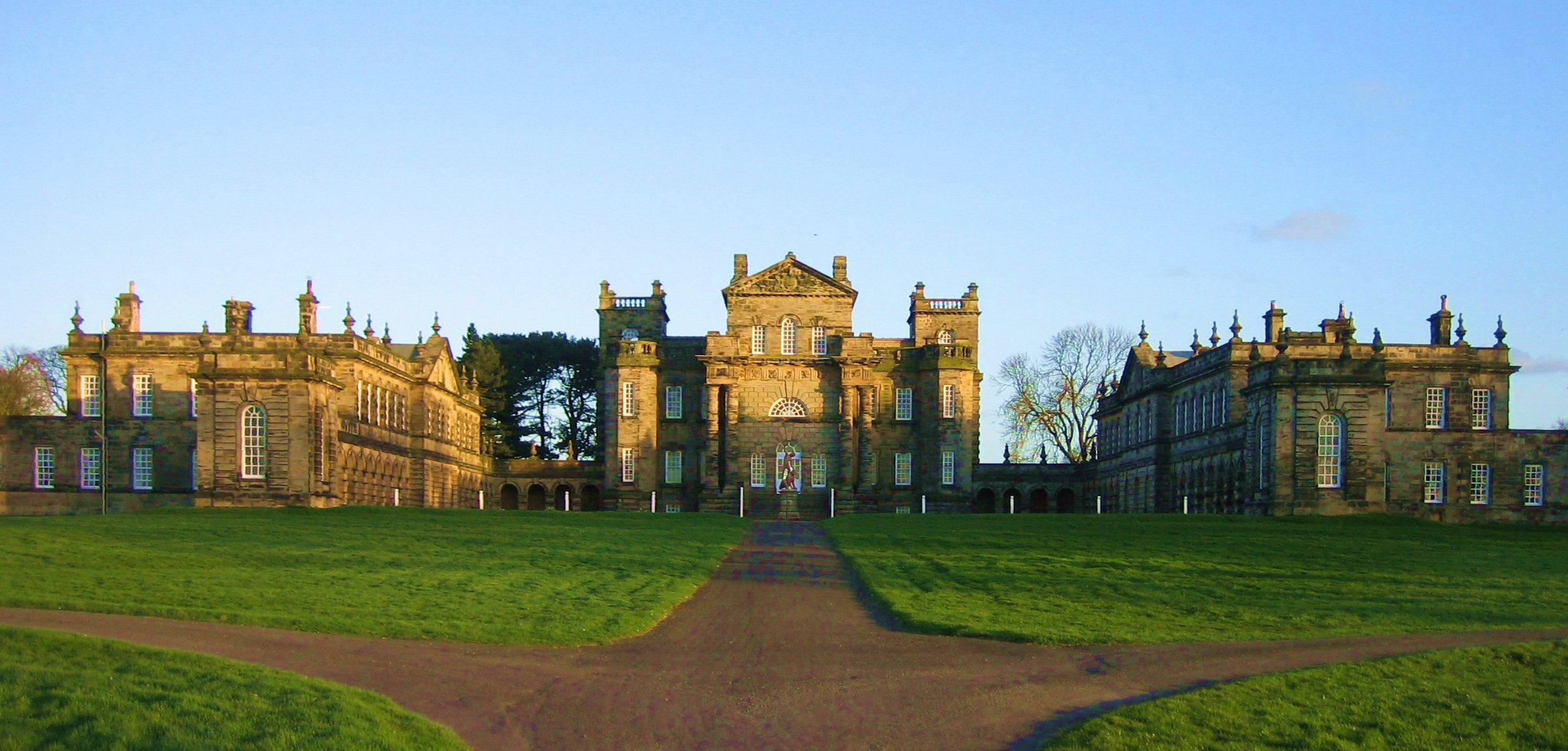
Seaton Delaval Hall vu du nord.

## Seaton Delaval Hall
Il passe 51 ans à restaurer le Seaton Delaval Hall dans le Northumberland, un exemple exceptionnel de l'Architecture baroque anglaise, conçu par John Vanbrugh en 1718 pour l'amiral George Delaval. Il a été gravement endommagé par un incendie en 1822 et utilisé comme camp de prisonniers de guerre pendant la Seconde Guerre mondiale. Le bloc central et l'aile ouest sont réparés et réaménagés, et un parterre est aménagé. La maison est ouverte au public. Il devient sa résidence permanente en 1990.
Hastings est décédé à l'âge de 95 ans et est remplacé par son fils, Delaval Astley, 23e baron Hastings.